# Дробышева, Нина Сергеевна
Нина Сергеевна Дробышева (1926—2009) — стерженщица, Герой Социалистического Труда (1960).

## Биография

Могила Дробышевой на Северном кладбище Ростова-на-Дону.

Нина Дробышева родилась 2 января 1926 года в Ростове-на-Дону.
Окончила ростовскую школу № 84. С шестнадцатилетнего возраста работала формовщицей на Ростовском механическом заводе. В 1950 году перешла на работу стерженщицей на завод «Ростсельмаш». Участвовала в послевоенном восстановлении завода. В 1952 году, окончив курсы мастеров, стала мастером стержневого участка, а в 1958 году стала руководить женской бригадой. Под её руководством бригада добилась высоких показателей в работе и одной из первых во всей Ростовской области получила звание «коммунистической».
Указом Президиума Верховного Совета СССР от 7 марта 1960 года «в ознаменование 50-летия Международного женского дня, за выдающиеся достижения в труде и особо плодотворную общественную деятельность» Нина Дробышева была удостоена высокого звания Героя Социалистического Труда с вручением ордена Ленина и медали «Серп и Молот».
Продолжала работать на «Ростсельмаше», с 1963 года была мастером. Активно занималась общественной деятельностью, избиралась делегатом на XII и XIII съезды профсоюзов СССР.
Проживала в Ростове-на-Дону. Умерла 21 августа 2009 года, похоронена на Северном кладбище Ростова-на-Дону.

## Награды
- Была также награждена рядом медалей, среди которых «За трудовую доблесть» и «За доблестный труд».
- В 1981 году ей было присвоено звание «Почетный ростсельмашевец».